# ری نیشییاما

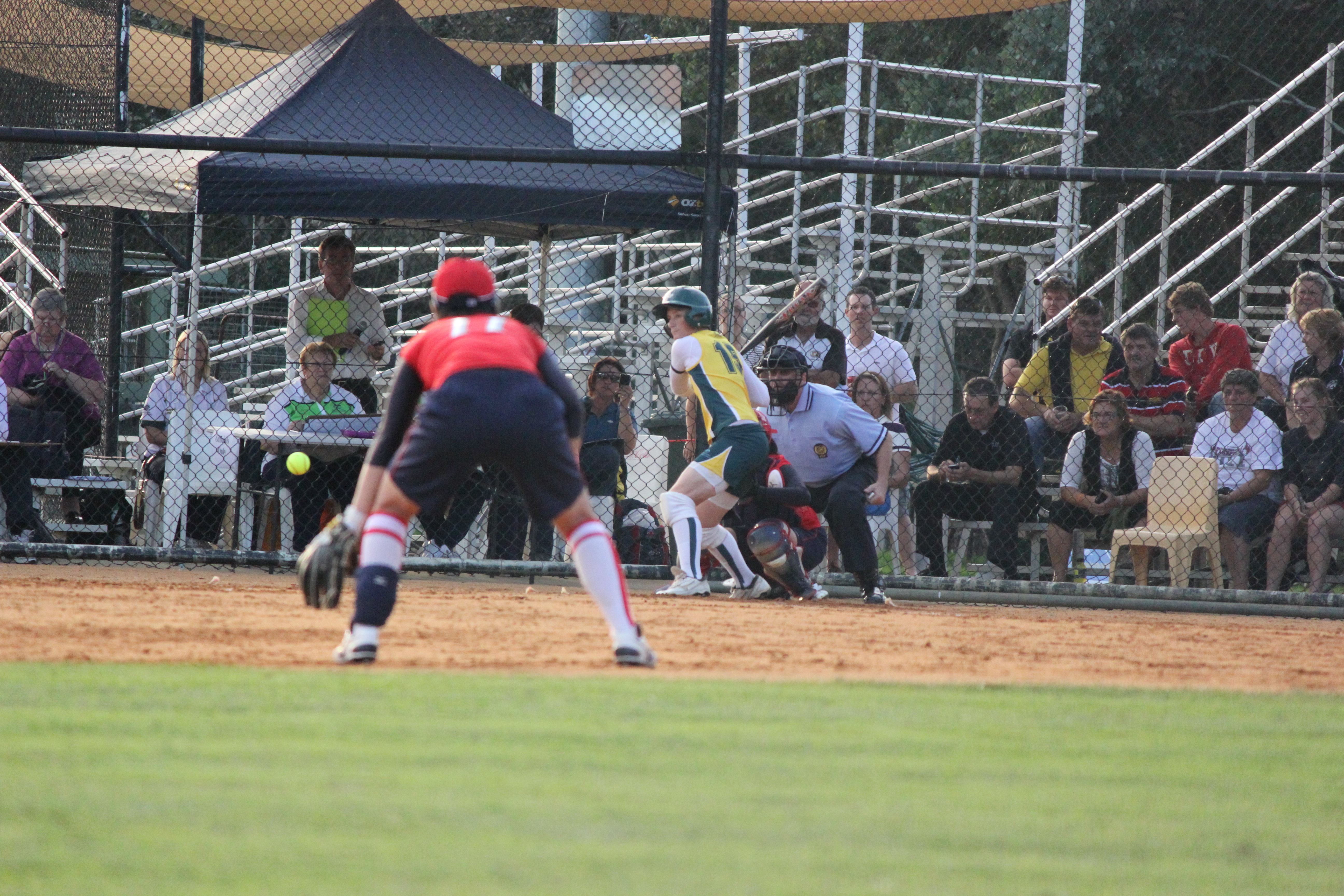
ری نیشییاما با لباس قرمز

ری نیشییاما (انگلیسی: Rei Nishiyama؛ زادهٔ ۸ مارس ۱۹۸۴) بازیکن سافت‌بال اهل ژاپن است.